# Turó ratllat africà
El turó ratllat africà (Ictonyx striatus) és un mustèlid originari de les sabanes de l'Àfrica del Sud i de l'Oest. S'assembla molt a la mofeta ratllada, però no són espècies gaire properes.
El turó ratllat africà és un carnívor solitari que surt de nit a caçar ocells, ratolins, insectes grans i rèptils petits. Pot alliberar un líquid pudent de les glàndules anals per a foragitar els depredadors potencials.